# Lisne, Iampil
Lisne (în ucraineană Лісне) este un sat în comuna Antonivka din raionul Iampil, regiunea Sumî, Ucraina.

## Demografie
Componența lingvistică a localității Lisne
     Ucraineană (54,55%)
     Rusă (45,45%)
Conform recensământului din 2001, majoritatea populației localității Lisne era vorbitoare de ucraineană (54,55%), existând în minoritate și vorbitori de rusă (45,45%).